# رودریگو مازور
رودریگو مازور (انگلیسی: Rodrigo Mazur؛ زادهٔ ۳ ژانویهٔ ۱۹۹۲) بازیکن فوتبال اهل آرژانتین است.